# Adhelma Falcón
Adhelma Falcón (Mariana Elvira Falcone; * 13. November 1903 in Buenos Aires; † 2003) war eine argentinische Tangosängerin.

## Leben und Wirken
Adhelma Falcón schlug gleich ihren Schwestern Ada und Amanda eine Laufbahn als Tangosängerin ein. Sie trat bereits 1919 mit ihrer Schwester Ada und José Casamayor in dem Stummfilm El festín de los caranchos auf. Als Sängerin debütierte sie 1932 in der Sendung Hora Geniol bei Radio Belgrano, wo sie schnell großen Erfolg  hatte. In der Folgezeit hatte sie Auftritte bei anderen Radiosendern wie Radio El Mundo, Fénix, Stentor und Excelsior. Ihr Porträt erschien auf den Covern von Musikmagazinen und der Titelseite des Notendrucks des Tango del querer von Ricardo Lleras und Andrés Domenech, und sie war Gast bei der Eröffnung des Sendehauses von Radio Nacionál an der Seite des Sängers Charlo. 1934 nahm sie bei einem Wettbewerb des Magazins Sintonía um den Titel der Miss Radio teil, den Libertad Lamarque gewann. Falcón nahm nur ein Album beim Label Brunswick auf und zog sich frühzeitig aus dem Musikgeschäft zurück.